# 鳴り止まないラブソング
『鳴り止まないラブソング』（なりやまないラブソング）は、日本のロックバンド、ザ・コレクターズ(THE COLLECTORS)によるメジャー20作目のオリジナル・アルバム。

## 概要
ザ・コレクターズが1年ぶりにリリースしたアルバム。アルバムレコーディング前に、ベースの小里誠が脱退。新たにサポートベーシストに山森 JEFF 正之を迎えて作られた作品である。ジャケットにも写っている。
なお今作品には初回盤と通常盤があり、初回盤にはCDと共に、レコーディング風景とライブ映像、「Da!Da!!Da!!!」のPVが収録されたDVDも封入されている。

## 収録曲
- 全曲作詞・作曲：加藤ひさし

1. Da!Da!!Da!!!
初の配信限定シングルとしてリリースされた曲。そちらではTVサイズとなっており、本作が初CD化であると同時に初のフルサイズでの商品化である。
2. ミノホドシラズ
3. 鳴り止まないラブソング
4. 青春ロック
5. 勘違い転じて恋となす
6. 飛び込む男
7. スルー
8. カラカラベイビー
9. 君が思うより
10. 踊る運命線
11. 夜明けのフェリー
12. ボクらの未来を信じる理由

### DVD (初回盤限定)
1. RECORDING SESSION 1
2. MILLION CROSSROADS ROCK (LIVE1)
3. RECORDING SESSION 2
4. ごめんよリサ (LIVE2)
5. RECORDING SESSION 3
6. TOO MUCH ROMANTIC! (LIVE3)
7. RECORDING SESSION 4
8. NICK! NICK! NICK! (LIVE4)
9. RECORDING SESSION 5
10. Da!Da!!Da!!! (LIVE5)
11. プロポーズソング (LIVE6)
12. 春鳥の羽ばたく空 (LIVE7)
13. GROOVE GLOBE (LIVE8)
14. SONG FOR FATHER (DEMO TRACK)
15. スルー (エンドロール)
16. Da!Da!!Da!!! (PV)

## タイアップ
- Da!Da!!Da!!! - NHK Eテレアニメ『おじゃる丸』エンディングテーマ